# Dendropsophus koechlini
Dendropsophus koechlini là một loài ếch thuộc họ Nhái bén.
Loài này có ở Bolivia, Brasil, Peru, và có thể cả Colombia.
Môi trường sống tự nhiên của chúng là rừng ẩm vùng đất thấp nhiệt đới hoặc cận nhiệt đới và đầm nước ngọt có nước theo mùa.